# Chihuahua (comune)
Chihuahua è un comune del Messico, situato nello stato di Chihuahua.